# Йоан Девички
Свети Йоан Девичи (Йоакиния Девически, както го нарича Паисий Хилендарски) е български православен светец.

## Биография
Роден е по поречието на Църна река. Живял е в Девича гора в Грачанската епархия около Бело поле.
Според легендата основал Девичкия манастир, където се съхраняват неговите свети мощи, за които се вярва, че изпускат от гроба миро и помагат на много хора за изцеление и поклонение.
Йоан Девичи е един от четиримата мъченици – ученици на Иван Рилски (заедно с Гаврил Лесновски, Прохор Пчински и Йоаким Осоговски), които са земляци и с произход от кюстендилския край. Свети Йоан Девички според преданието също прекарал много време като отшелник в Рилската пустиня заедно с Великия рилски пустожител – покровител на българския народ. След това бил изпратен на мисия в района на Косово поле да събира хора и последователи и да ги учи на Словото Божие.